# Le Fraudeur
Pour plus de détails, voir Fiche technique et Distribution.
Le Fraudeur est un film français écrit, réalisé et interprété par Léopold Simons, sorti en 1937.

## Synopsis
Florimond, dangereux contrebandier et Viviane, sa maîtresse et complice, ont quelques difficultés à faire passer en fraude un lot de pierreries. Mais voici que croise la route de Viviane le jeune et naïf paysan Théo, fils et filleul de contrebandier. L'intrigante a tôt fait d'user de son pouvoir de séduction pour enjôler le jeune homme et en faire un exécutant efficace. L'opération réussit mais le triomphe n'est que de courte durée. Le parrain de Théo, qui a eu vent de l'affaire, fait la leçon au fraudeur d'occasion en lui démontrant la gravité de son acte. Le repenti veut maintenant réparer, ce qui n'est bien entendu pas du goût de Florimond...

## Fiche technique
- Titres belges : Le Fraudeur (francophone) ; De Smokkelaar (néerlandophone)
- Titres de travail : Ceux de la Douane (refusé par la censure) / L'Enjôleuse / Théo
- Scénario et dialogues : Léopold Simons
- Photographie : René Colas
- Décors : Emile Duquesne
- Montage : Henriette Pinson, Jean Pouzet
- Son : Jacques Hawadier
- Cameraman : Robert Legeret
- Musique : Faustin Jeanjean, Maurice Jeanjean, V. Marceau
- Musique non originale : Vivat flamand (traditionnel)
- Lieux de tournage : Bailleul, Mont Noir, Cassel, Mont des Cats, Lille
- Format : Noir et blanc - 1,37:1 - 35 mm - Son mono - sphérique
- Société de production : Bruitte et Delemar
- Producteur : Mario Bruitte, Paul Delemar
- Sociétés de distribution : Compagnie commerciale française cinématographique (CCFC) / K.D.L. (Belgique)
- Genre : drame
- Durée : 101 minutes
- Dates de sortie : 
  - avant-première à Lille le 19 novembre 1937 (au cinéma Rexy)
  - 25 mai 1938 (Paris et reste de la France)
  - 27 mai 1938 (Bruxelles)

## Distribution
- Tramel : Florimond, un dangereux contrebandier
- Ginette Leclerc : Viviane, sa maîtresse et complice
- Robert Lynen : Théo, un jeune paysan enjôlé par Viviane
- Léopold Simons : Alphonse, son père douanier
- Line Dariel : Zulma, sa femme et mère de Théo
- Danielle Lorek : Julia
- Palmyre Levasseur : Mélanie
- Maurice Daudelin : Prosper
- Jacques Varennes : Jacques
- Cardon : Michel
- Madeleine Frey